# SB2C Helldiver
Az SB2C Helldiver repülőgép-hordozón üzemeltethető, elsősorban zuhanóbombázó feladatkörre kifejlesztett egymotoros, alsószárnyas, kétszemélyes amerikai repülőgép, melyet a Curtiss-Wright gyártott, elsősorban az amerikai haditengerészet és a tengerészgyalogság részére. A második világháborúban bevetett repülőgép a Douglas SBD Dauntless típusát volt hivatott leváltani, melynél nagyobb repülési sebességre és teheremelésre volt képes.
Rossz repülhetőségi jellemzői és nagy méretei miatt sem a pilóták, sem az üzemeltető repülőgép-hordozók kapitányai nem kedvelték. Emiatt több gúnynevet aggattak a típusra, úgymint  Big-Tailed Beast („Nagyfarkú szörny”), vagy csak egyszerűen Beast („Szörny”), de a Two-Cee és a Son-of-a-Bitch 2nd Class („Másodosztályú kurafi” a haditengerészeti típusjelöléséből eredően) is gyakori volt.
A fejlesztési késedelmek miatt a hadsereg légierői csak 1943 végén tudták szolgálatba állítani A–25 Shrike típusjelzéssel, azonban ekkor már nem volt szükségük precíziós zuhanóbombázó típusra, hiszen elsődlegesen a romboló, közvetlen légitámogató és nagy magasságú bombázó feladatkörök váltak igénnyé az üzemeltető alakulatoknál. A késedelmes teljesítés és a rossz repülési jellemzői miatt a brit és ausztrál repülőcsapatok végül visszamondták a megrendeléseiket.
A Curtiss-Wright típusait övező visszaélések miatt a Harry S. Truman szenátor vezette Truman-bizottság nyomozást rendelt el, melynek zárójelentése végül a cég bukásának kezdetét jelentette. Azonban a típus üzemeltetési problémáinak kijavítását követően potens harci repülőgéppé vált a háború utolsó két évében, a csendes-óceáni hadszíntéren.
A háború után a francia haditengerészeti légierő is alkalmazta az indokínai háborúban három repülőgép-hordozójáról, illetve a görög légierő is bevetette a görög polgárháború idején. Utolsó példányait az olasz légierő nyugdíjazta 1959-ben.

## Típusváltozatok
XSB2C–1
Prototípus, melyet egy 1700 lóerős PW R–2600–8 motor hajtott meg.
SB2C–1
Sorozatgyártási változata az amerikai haditengerészetnek, 4 darab 0.50 kaliberű szárnygéppuskával és 1 darab 0.30 kaliberű hátsó géppuskával. 200 darab épült.
SB2C–1A
Eredetileg az USAAC-nak gyártott változat, amely később A–25A jelzést kapta meg. A legyártott 900 darabos mennyiségből 410 darab A–25A-t átadták a tengerészgyalogságnak.
SB2C–1C
SB2C–1 2 darab 20 mm-es szárnygéppuskával és hidraulikus féklapokkal. Összesen 778 darab épült.
XSB2C–2
Egy darab SB2C–1 lett átépítve, két úszótalppal szerelték fel, 1942-ben.
SB2C–2
Vízirepülőgép-változat, 287 darabot rendeltek, de egy sem lett legyártva.
XSB2C–3
Egy darab SB2C–1 lett átépítve, egy 1900 lóerős R–2600–20 hajtotta.
SB2C–3
A SB2C–1 változatok „újramotorizált” változata, melyekbe az 1900 lóerős R–2600–20 csillagmotort építették be, négytollú légcsavarral felszerelve. Összesen 1112 darab épült.
SB2C–3E
Az SB2C–3 változat APS–4 radarral felszerelt alváltozata.
SB2C–4
A SB2C–1 változat módosítása, melyre 8 darab öthüvelykes (127 mm)-es nem irányítható rakétát szerelhettek, vagy szárnyfelenként 1–1 darab ezerfontos (454 kg-os) bombát. Összesen 2045 darab épült.
SB2C–4E
Az SB2C–4 változat APS–4 radarral felszerelve.
XSB2C–5
Két darab SB2C–4 lett átépítve mint új prototípus.
SB2C–5
Az SB2C–4 megnövelt üzemanyag-tartályú változata, osztatlan pilótafülke-tetővel, a fékhorgot pedig merev helyzetben az oldalkormánylap alá rögzítették, valamint kiszerelték az ASB radart. Összesen 970 darab épült, és egy 2500 darabos megrendelés törölve lett. 110 darabot a francia haditengerészet vett meg.
XSB2C–6
Két darab SB2C–1C lett átépítve, a 2100 lóerős R–2600–22 motort építették be és tovább növelték az üzemanyag-kapacitást.
SBF–1
Kanadai építésű változata az SB2C–1-nek, összesen 50 darabot épített a Fairchild-Canada.
SBF–3
Kanadai építésű változata az SB2C–3-nak, összesen 150 darabot épített a Fairchild-Canada.
SBF–4E
Kanadai építésű változata az SB2C–4E-nek, összesen 100 darabot épített a Fairchild-Canada.
SBW–1
Kanadai építésű változata az SB2C–1-nek, összesen 38 darabot épített a Canadian Car & Foundry Company.
SBW–1B
Kanadai építésű változata, és a kölcsönbérleti szerződésben Royal Navy-nek átadott Helldiver I, melyből 28 darabot épített a Canadian Car & Foundry Company.
SBW–3
Kanadai építésű változata az SB2C–3-nak, összesen 413 darabot épített a Canadian Car & Foundry Company.
SBW–4E
Kanadai építésű változata az SB2C–4E, összesen 270 darabot épített a Canadian Car & Foundry Company.
SBW–5
Kanadai építésű változata az SB2C–5-nek, összesen 85 darabot épített a Canadian Car & Foundry Company, és egy 165 darabos megrendelést töröltek.
A–25A Shrike
Az USAAC részére gyártott változat, haditengerészeti felszerelések és szárnybehajtó mechanizmus nélkül. Összesen 900 darab épült, melyből 410 darabot átadtak a tengerészgyalogságnak.
Helldiver I
A Royal Navy típusneve a 28 darab kanadai SBW–1B-re.

## Fordítás
- Ez a szócikk részben vagy egészben  a   Curtiss SB2C Helldiver című angol Wikipédia-szócikk ezen változatának fordításán alapul.  Az eredeti cikk szerkesztőit annak laptörténete sorolja fel. Ez a jelzés csupán a megfogalmazás eredetét és a szerzői jogokat jelzi, nem szolgál a cikkben szereplő információk forrásmegjelöléseként.